# Brasão de armas dos Emirados Árabes Unidos
O Brasão de armas dos Emirados Árabes Unidos (em árabe: شعار الإمارات العربية المتحدة) foi adotado oficialmente em 1973. É semelhante aos brasões de armas de outros Estados árabes. Foi aprovado pelo Conselho Supremo da União em 09 de dezembro de 1971, escolhido num concurso entre centenas de designs apresentados em competição envolvendo muitos emiradenses e expatriados.

## Versão Atual
O Gabinete dos Emirados Árabes Unidos aprovou mudanças no logotipo em sua sessão realizada no domingo, 23 de março de 2008 alterar o novo emblema oficial do estado com base na aprovação do Sheikh Khalifa bin Zayed Al Nahyan, Presidente do Estado, para o novo design do logotipo. A principal alteração foi a de que o veleiro árabe foi substituído pela bandeira do país rodeada por sete estrelas representando os sete Emirados da federação. Algumas das linhas que formam as asas do falcão mudaram e também incluíram o desenho do bico e do olho do falcão, que se tornou mais proeminente. 

## Versão Anterior
Consiste num falcão dourado, ao contrário de outros países árabes, que usam o falcão como emblema do ramo Quraysh a que pertencia Muhammed. O falcão vermelho tem um disco que mostra um veleiro árabe no seu interior. O disco é cercado por uma cadeia. O falcão com as suas garras detém um pergaminho com a inscrição do nome da federação.